# Lucien Bodard
Lucien Bodard es un escritor y periodista francés nacido en el municipio de Chongqing, China, el 9 de enero de 1914 y fallecido el 2 de marzo de 1998. Ganó el premio Goncourt en 1981 con la novela Anne Marie. 

## Biografía
Hijo del diplomático Albert Bodard y de Anne-Marie Greffier, Bodard nace en la provincia de Sichuan, China, en cuya capital, Chengdu, su padre ejercía de cónsul.
Con diez años volvió con su madre a Francia para continuar sus estudios, que le llevaron a un diploma en ciencias políticas. Vivió una temporada en África del Norte y luego, en 1940, en Londres. Comenzó su carrera de periodista en 1944 en la sección de información de prensa del gobierno provisional, cubriendo la actualidad de Extremo Oriente. En 1946, considera inevitable la descolonización de África del Norte en France-Illustration. En 1948, se convierte en reportero veterano en el equipo de France-Soir dirigido por Pierre Lazareff. Entre 1948 y 1955, ejerce de corresponsal de guerra en Indochina, luego en Hong Kong, la China de Mao Zedong, África del Norte y por último América del Sur.
Desde muy joven, siguió en profundidad los acontecimientos que sacudieron Asia entre las décadas de 1920 y 1940, y mostró un gran conocimiento de la realidad de esa región. De ahí el reconocimiento a su labor informativa sobre el conflicto de Indochina, que cubrió como reportero de guerra. Tuvo acceso al estado mayor del cuerpo expedicionario francés en Extremo Oriente (CFEO), así como al emperador Bảo Đại, pero también a actores de menor envergadura como el administrador civil de Cao Bang o Deo Van Long, un jefe thai del noroeste de Tonkin. Bodard consagró una parte de su obra La guerra de Indochina, en cinco volúmenes, a los meses que separan la llegada de general francés Jean de Lattre de Tassigny, después de la derrota francesa en la batalla de Cao Bang, en 1950, a la muerte del emperador en 1952. la Batalla de las rutas coloniales en la frontera de China es el principio de una serie de grandes batallas que acaba con la Batalla de Dien Bien Phu, en 1954, la última batalla de la guerra de Indochina.
Ocasionalmente, Bodard fue actor. Trabajó con la directora y guionista Agnès Varda en Las criaturas (1966), que produjo su primera esposa, Mag Bodard. También aparece en El regreso de Martin Guerre (1982) y en El nombre de la rosa (1986).
Su libro, Monsieur le Consul, que le valió el premio Interallié en 1973, es semiautobiográfico. En Anne Marie, que le valió el premio Goncourt en 1981, evoca la fiura de su madre.
Bodard se había casado en segundas nupcias con Huguette Cord’homme el 30 de mayo de 1962, que le dio un hijo, Lucien, en 1967. Y en terceras nupcias con Marie-Françoise Leclère, redactora jefe de los servicios culturales de Le Point.
Muere en marzo de 1988 en su domicilio parisino, con 84 años. Medía 1,93 m y pesaba 97 kilos. Era conocido como Lulú el Grande (Lulu le Grand).

## Obra
- La Mésaventure espagnole , 1946
- La Chine de la douceur’’, 1957
- La Chine du cauchemar, 1961
- L'Enlisement, La guerre d'Indochine I, 1963
- L'Illusion, La guerre d'Indochine II, 1965
- L'Humiliation, La guerre d'Indochine III, 1965
- L'Aventure, La guerre d'Indochine IV, 1967
- L'Épuisement, La guerre d'Indochine V, 1967
- Le plus grand drame du monde : La Chine de Tseu Hi à Mao’’, Gallimard, 1968
- Le Massacre des indiens’’, 1969
- Mao, Gallimard, 1970
- Les plaisirs de l’Hexagone, Gallimard, 1971
- Les dossiers secrets du Pentagone, Grasset, 1973
- La télé de Lucien Bodard, Plon, 1973
- Le Fils du Consul’', Grasset, 1975
- La Vallée des roses’', Grasset, 1977
- La Duchesse’', Grasset, 1979
- Anne Marie, Premio Goncourt Grasset, 1981. En castellano, Anne Marie, Plaza y Janés, 1982
- La chasse à l’ours, Grasset, 1985
- Les Grandes Murailles’', Grasset, 1987
- Les Dix Mille Marches’', Grasset, 1991
- Le Chien de Mao’’, Grasset, 1998

## Filmografía
- El nombre de la rosa, de Jean-Jacques Annaud (como el cardenal Bertrand), 1986
- El regreso de Martin Guerre, de Daniel Vigne, 1982
- La Ville bidon, de Jacques Baratier (como alcalde y diputado), 1971
- Las criaturas, de Agnès Varda (como Monsieur Ducasse) 1966
- Une balle au cœur de Jean-Daniel Pollet, 1966